# Pratt & Whitney R-1340
Pratt & Whitney R-1340 Wasp byl pístový motor široce používaný v amerických letounech od 20. let 20. století. Jednalo se o první vyráběný motor společnosti Pratt & Whitney a byl i první ze slavné řady motorů s označením „Wasp“. Byl to jednořadý, devítiválcový, vzduchem chlazený hvězdicový motor. Zdvihový objem činil 22 l, vrtání a zdvih pístů 146 mm. Bylo vyrobeno celkem 34 966 motorů.

## Varianty
V následujícím přehledu jsou pouze vybrané varianty motoru, kterých bylo ve skutečnosti vyráběno mnohem více. Jejich přehled a technické parametry je možno nalézt v externích odkazech:
- R-1340-7 – 450 hp (336 kW), 600 hp (447 kW)
- R-1340-8 – 425 hp (317 kW)
- R-1340-9 – 450 hp (336 kW), 525 hp (391 kW)
- R-1340-16 – 550 hp (410 kW)
- R-1340-17 – 525 hp (391 kW)
- R-1340-19 – 600 hp (447 kW)
- R-1340-19F – 600 hp (447 kW)
- R-1340-21G – 550 hp (410 kW)
- R-1340-22 – 550 hp (410 kW)
- R-1340-23 – 575 hp (429 kW)
- R-1340-30 – 550 hp (410 kW)
- R-1340-31 – 550 hp (410 kW)
- R-1340-33 – 600 hp (447 kW)
- R-1340-48 – 600 hp (447 kW)
- R-1340-49 – 600 hp (447 kW)
- R-1340-AN1 – 550 hp (410 kW), 600 hp (447 kW)
- R-1340-AN2 – 550 hp (410 kW)
- R-1340-B – 450 hp (336 kW)
- R-1340-D – 500 hp (373 kW)
- R-1340-S1H1-G – 550 hp (410 kW), 600 hp (447 kW)
- R-1340-S3H1 – 600 hp (447 kW)

## Použití
Motor byl používán u následujících letounů:
- Agusta-Bell AB.102
- Air Tractor AT-301
- Air Tractor AT-400
- Air Tractor AT-501
- Ayres Thrush
- Bach Air Yacht
- Bellanca TES, verze z roku 1929
- Boeing Model 40A
- Boeing 247
- Boeing F3B
- Boeing F4B
- Boeing P-12
- Boeing P-26 Peashooter
- Boeing P-29
- CAC Ceres
- CAC Wirraway
- Curtiss Falcon
- Curtiss F6C-4
- Curtiss F7C Seahawk
- Curtiss O-52 Owl
- Curtiss P-6S Hawk
- Curtiss SOC Seagull
- de Havilland Canada DHC-3 Otter
- Douglas Dolphin
- Fairchild FB-3
- Fokker F.10
- Fokker F.32
- Ford Trimotor
- Gee Bee R-1
- Gee Bee R-2 Super Sportster
- Gee Bee R 1/2 Super Sportster
- Gee Bee Z
- Gee Bee QED
- Grumman Mallard(Formerly)
- Grumman Ag Cat
- Howard DGA-6
- Junkers W 34
- Junkers Ju 52
- Kaman HH-43 Huskie
- Lockheed Vega
- Lockheed Model 8 Sirius
- Lockheed Model 9 Orion
- Lockheed Model 10-C & 10-E Electra
- Lockheed XC-35
- Loening OL-8
- Noorduyn Norseman
- North American BC-1
- North American T-6, SNJ Texan/Harvard
- Northrop Alpha
- Northrop C-19 Alpha
- Scottish Aviation Twin Pioneer
- Sikorsky H-19
- Sikorsky S-38
- Thomas-Morse XP-13A Viper
- Vought O2U Corsair
- Wedell-Williams Model 45
- Westland Whirlwind
- Wright XF3W Apache

## Specifikace (R-1340-S3H1)

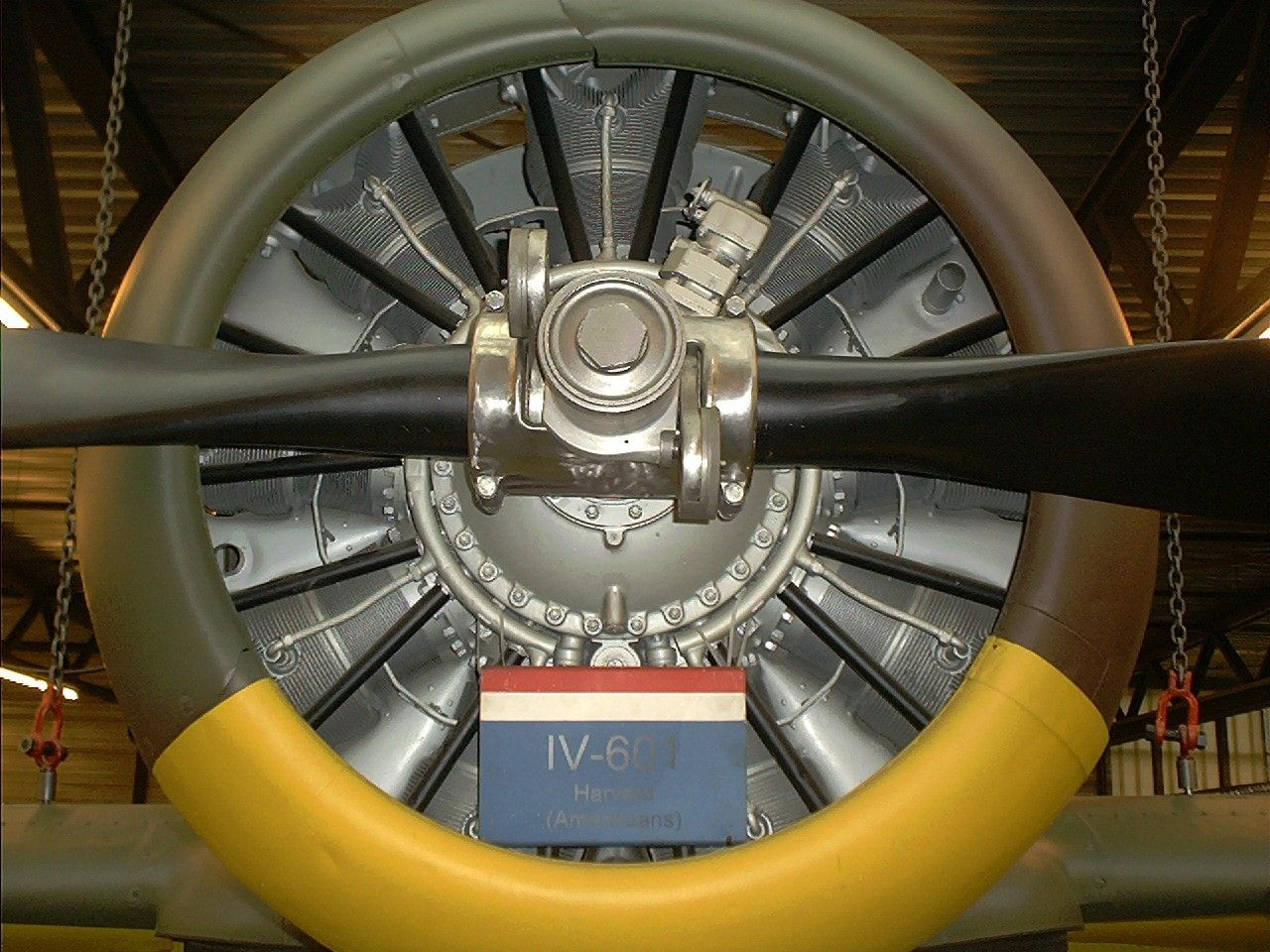
Pratt & Whitney R-1340 namontovaný na letounu T-6 Texan

Data pocházejí z ruské publikace "Letecké motory vojenských vzdušných sil cizích států".

### Technické údaje
- Typ: devítiválcový přeplňovaný vzduchem chlazený hvězdicový motor
- Vrtání: 146,05 mm
- Zdvih: 146,05 mm
- Zdvihový objem: 22,021 litru
- Průměr: 1,314,45 mm
- Délka: 1,211,58 mm
- Hmotnost: 421,8 kg

### Součásti motoru
- Ventilový rozvod: OHV (dva ventily v každém válci)
- Kompresor: jednorychlostní odstředivý, poháněný převodem od klikového hřídele (převodový poměr 1÷10)
- Karburátor: Stromberg
- Palivo: letecký benzín, 80 oktanů
- Chlazení: vzduchem chlazený motor
- Redukce otáček vrtule: pouze u některých variant (R-1340-S1H1-G), obvykle však přímý náhon vrtule

### Výkony
- Výkon: 542 hp (404 kW) při 2 200 otáčkách ve výšce 5 000 stop (1 525 m)
- Poměr výkonu a zdvihového objemu: 18,36 kW/l
- Kompresní poměr: 6:1
- Specifická spotřeba paliva: 270 g/kWh
- Spotřeba oleje: 12 g/kWh
- Poměr výkonu a hmotnosti: 1,11 kW/kg